# 張鏜 (正德進士)
張鏜（1484年—1550年），字廷進，號素屏，萬全都司宣府右衛官籍，山東臨清州人，明朝政治人物。

## 生平
順天府鄉試第四十四名舉人。正德六年（1511年）中式辛未科會試第七十九名，登第三甲第一百一十六名進士。八年（1513年）授河南新乡县知县，以养亲改国子监博士，丁母忧归。禮部主事。嘉靖初，起复，遷禮部儀制司主事，三年（1524年），參與左順門哭諫，被廷杖。升禮部精膳司员外郎、主客司郎中，告病归。巡抚劉源清荐于朝，起升湖广常德府知府，改山西太原府。十三年（1534年）四月升陕西行太仆寺少卿，督陕西马政。十七年七月改山西布政使司右参议，專理粮储，十九年三月以疾乞休，吏部认为张镗历有年劳，且恬退可尚，宜升一级以示优异，命以山西按察司副使致仕。二十九年五月卒，享年六十七。

## 家族
曾祖張聚；祖父張旺；父張浩，曾任義官。前母丘氏；母徐氏。